# Marc Hindelang
Marc Hindelang (* 25. März 1967 in Lindau) ist ein deutscher Sportkommentator und Eishockeyfunktionär.

## Leben
Marc Hindelang wuchs am Bodensee auf und besuchte das Bodensee-Gymnasium in Lindau. Seit 1987 ist er als Sportmoderator im Radio und Fernsehen tätig.
Seit 2009 arbeitet Hindelang überwiegend für den Sender Sky als Eishockey- und Fußballkommentator. Daneben ist er als Eishockeykommentator für Sport1 tätig. Für Sky kommentiert und moderiert er die DEL, Fußball-Bundesliga, Champions League und den DFB-Pokal. Bei Sport1 ist er seit 1998 die Stimme bei Spielen der deutschen Eishockeynationalmannschaft. Über die erfolgreiche Eishockey-WM 2010 in Deutschland produzierte er die Dokumentation 17 Tage im Mai.
Für die NHL-Reihe des Computerspieleherstellers Electronic Arts war Hindelang zwischen 1999 und 2001 als deutscher Kommentator zu hören. Er wurde 2005 mit der Xaver-Unsinn-Trophy des Deutschen Eishockeymuseums für positive Tätigkeit für den Eishockeysport ausgezeichnet. 2010 erhielt er den Preis der Bundesliga-Stiftung der DFL für soziales Engagement. Geehrt wurde hierbei die Produktion der Wohltätigkeits-DVD Verlieren war nicht Seins über den an Krebs verstorbenen ehemaligen Eishockey-Nationaltorhüter Robert Müller.
Hindelang ist ehrenamtlicher 1. Vorsitzender des Eishockey-Oberligisten EV Lindau und seit dem 21. September 2014 Vize-Präsident des Deutschen Eishockey-Bundes.
Seit Januar 2013 moderiert Hindelang alle zwei Wochen den Feierabend Club bei dem Münchner Lokalsender 95.5 Charivari.
Zwischen Juni 2018 und Juli 2021 war Hindelang Pressesprecher von Eintracht Frankfurt. Nach einer Umstrukturierung im Juni 2021 leitet Hindelang die Abteilung „Medienproduktion“ bei Eintracht Frankfurt. Zudem kommentiert er die Spiele, der Eintracht Live im Fanradio EintrachtFM.